# Нивиці (Радече)
Нивиці (словен. Njivice) — поселення в общині Радече, Савинський регіон, Словенія. Висота над рівнем моря: 251,2 м.